# Rainneville
Rainneville település Franciaországban, Somme megyében. Lakosainak száma 1085 fő (2022. január 1.). Rainneville Cardonnette, Coisy, Molliens-au-Bois, Saint-Gratien és Villers-Bocage községekkel határos.

## Népesség
A település népessége az elmúlt években az alábbi módon változott:
| Lakosok száma | 851  | 933  | 982  | 997  | 1001 | 1010 | 1035 | 1060 | 1085 |
|               | 2013 | 2015 | 2016 | 2017 | 2018 | 2019 | 2020 | 2021 | 2022 |